# Бук (Гомельський район)
Бук (трансліт.: Buk; біл. Бук; рос. Бук) — селище в Гомельському районі Гомельської області Білорусі. Входить до складу Оздзелинської сільської ради.

## Населення

### Численність
- 2004 — 6 господарств, 7 жителів.